# Грб Воа
Грб Воа је званични симбол швајцарског кантона Воа. Грб је усвојен 17. априла 1803. године.

## Историја грба
Во је била територија која је постепено формирала на границама некадашње Савоје између 1240. и 1260. године. Граничари су били први који су користили посебни грб за новоформирану територију. Први грб је показивао орла крсташа, пошто је област званично и даље припадала Њемачком царству. (Види: слика 1)
Када је 1260. године подручјем завладао посебан огранак Дома Савоја, Лудвиг II, он је као господар Воа (1302—1348) промјенио грб 1306. године, додајући га на грбу Савоје. Послије његове смрти подручје је поново пало под директну владавину граничара Савоје, али они су задржали нови грб. (Види: слика 2)
Грб је осталао непромјењен до почетка XVI вијека. Нови грб, који се појављује на обојеном стаклу 1530. у цркви у граду Бург ан Брес у Француској, показује једноставне црне трокружне планине. Након освајања простора од стране града Берна 1536. године, симбол црних планина је додат грбу освајача. (Види: слика 3)
Током владавине Берна, до 1798. године, област није имала свој грб. Територија Воа је подјељена у округе, као и други дијелови кантона Берн. На заставама које датирају из периода између 1680. и 1740. године, симбол Воа се јавља као компликована грбовна комбинација симбола које су се односили на припадајуће округе. Најчешће, грб је подјељен на 6 поља, гдје се у првом пољу налази грб Берна, а осталих пет поља су грбови округа: Ајвердон, Нион, Лозана, Морж и Ромајнмотије. (Види: слика 4)
- Слика 1 
 Грб граничара Воа 
 (1240—1260)
- Слика 2 
 Грб Воа Лудвига II 
 (из 1306)
- Слика 3 
 Грб Воа из Бурганбреске цркве 
 (из 1530)
- Слика 4 
 Грбовна композиција са грбом Воа 
 (1680—1740)
- Слика 5 
 Грб кантона Воа 
 (из 1806)

### Опис савременог грба
У јануару 1798. територија Воа је прогласила независну републику, слично као што се дешавало по тадашњој Француској. Нешто касније те исте године, нова република придружила се Хелветској републици. Хелветска република, у почетку свог постојања није користила никакав грб. Године 1803. употреба грба је поново дозвољена и нови кантон Во одлучио је да осмисли нови грб. Нови грб усвојен је 17. априла 1803. године и готово је идентичан изгледу савременог грба кантона Во.
Званични опис спомиње зелену боју на врху и испод бијелу. Оригинални цртежи, међутим, показују испод зелену, а бијеле на врху. Боја слова није описана, али је мото био приказан у црној боји. Касније у XIX вијеку слова се најчешће користе у златној боји.
Године 1806. грбу су придодати „ослободилачки симболи“, топови и друга војна опрема. Грб у овој форми са придоданим периферијама користио се око 10 година и више се не користи. (Види: слика 5)